# Harka (naziv)
Harka ali horka, morda tudi karha (grško καρχας, karhas) je bil po pisanju bizantinskega cesarja Konstantina VII. v De administrando imperio  tretji najvišji dostojanstvenik madžarske plemenske zveze pred ustanovitvijo države. Nad njim sta bila kende in gyula.

## Vloga
Bizantinski cesar je za ta položaj izvedel od madžarske delegacije, ki ga je obiskala okoli leta 948. Vodja delegacije je bil harka Bulcsú, eden od njenih članov pa knez  Termecsü iz dinastije Árpád. Cesar omenja sodno funkcijo omenjenega dostojanstvenika.
András Róna-Tas je med primerjavami sistemov oblasti zahodnih Turkov in Hazarov z madžarskim ugotovil, da bi harka kot tretji knežji rang lahko ustrezal eltebergu. Slednji je bil nadzornik in sodnik tujih ljudstev in je v tej vlogi opravljal tudi vojaške dolžnosti na čelu pomožnih enot.

## Imetniki naslova
Cesar Konstantin vodjo madžarske delegacije Bulcsúja imenuje harka. Harka naj bi bil tudi njegov oče Kál. András Róna-Tas domneva, da je imel naziv harka sprva tudi knez Kursán.
V zapisih madžarskega avtorja Anonima je Harka tudi  osebno ime. Poznavalci menijo, da je do Anonimovega časa spomin na "poganska" dostojanstva iz obdobja osvajanj zbledel, zato je avtor pomešal osebno ime z nazivom dostojanstvenika. 
László Makkai je v svoji knjigi Zgodovina Transilvanije na podlagi podrobne analize krajevnih imenih nakazal, da je bil prvi gyula v Transilvaniji knez Bogát (Bugat rex), ki je v Liudprandovi Antapodozi leta 921 imenoval italijanskega kralja. Pri tem mu je pomagal Berengar I. Iz tega in Anonimovih zapisov je mogoče rekonstruirati zaporedje transilvanskih gyul. Prvi je bil Tétény harka. Njegov naslednik je bil njegov sin Bogát harka, ki je bil  povzdignjen v dostojanstvo gyule, ko se je okoli leta 921 iz zahodne Panonske nižine preselil v zahodno Transilvanijo. Naslednji je bil   njegov sin gyula Zsombor, prednik družine Zsombor.